# D. Jaime ou a dominação de Castela
D. Jaime ou a dominação de Castela – poemat portugalskiego poety Tomása Ribeira (1831-1901).

## Charakterystyka ogólna
D. Jaime ou a dominação de Castela jest utworem o charakterze patriotycznym. Został wydany po raz pierwszy w 1862 roku. Po ukazaniu się dzieła António Feliciano de Castilho napisał z oczywistą przesadą, że utwór może śmiało konkurować z Luzjadami Luísa de Camõesa, czyli eposem narodowym Portugalczyków, co rzecz jasna wzbudziło zażartą polemikę, ale zarazem postawiło autora i jego dzieło w centrum zainteresowania społeczeństwa.

## Forma
Poemat składa się z dziewięciu pieśni, zróżnicowanych pod względem formalnym. Rozpoczyna się napisaną oktawą (oitava rima) apostrofą do ojczyzny.
Meu Portugal, meu berço dô innocente,
lisa estrada que andei débil infante,
variado jardim do adolescente,
meu laranjal em flor sempre odorante,
minha tarde de amor, meu dia ardente,
minha noite de estrellas rutilante,
meu vergado pomar d'um rico oulomno
sé meu berço final no ultimo som no!